# Коммунары (Франция)

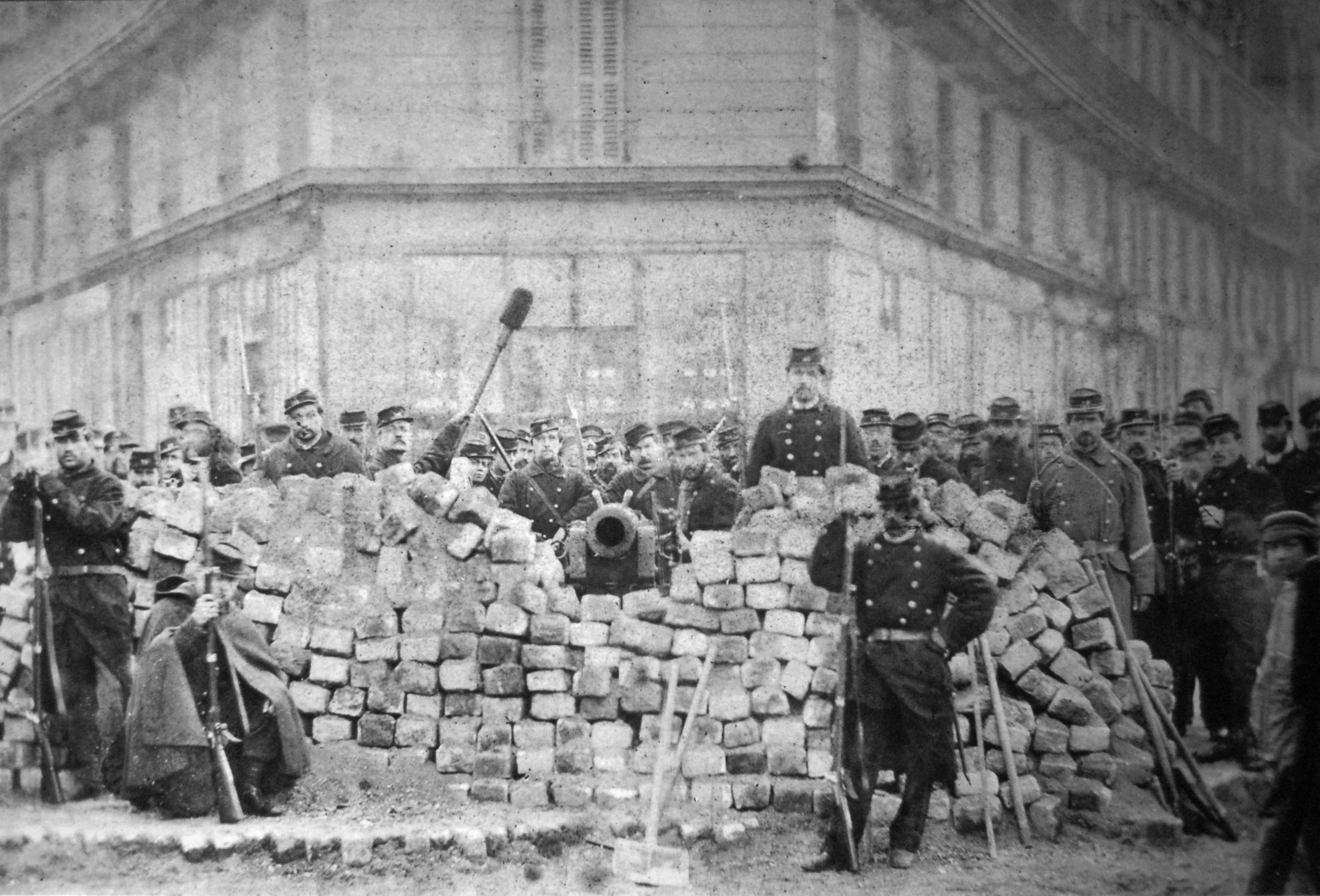
Коммунары из Национальной гвардии на бульваре Вольтера.

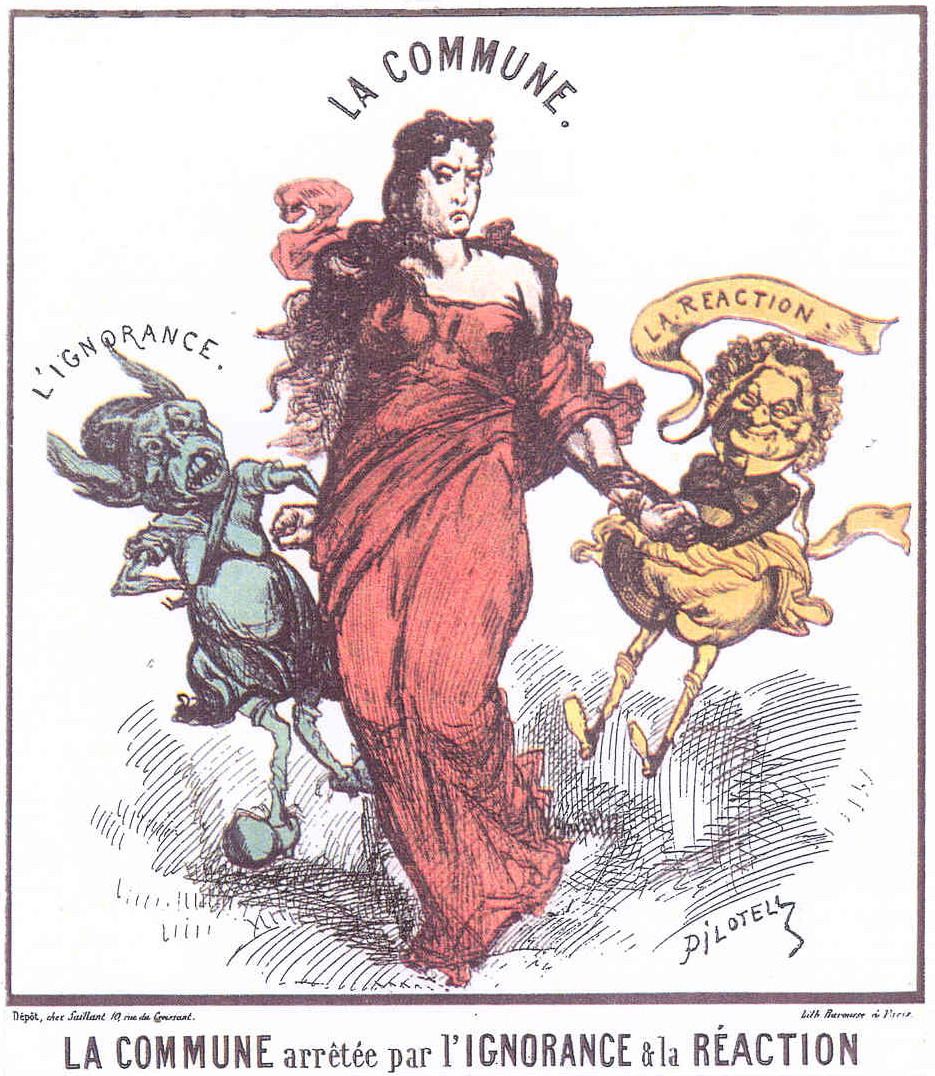
«Коммуна, арестованная невежеством и реакцией».

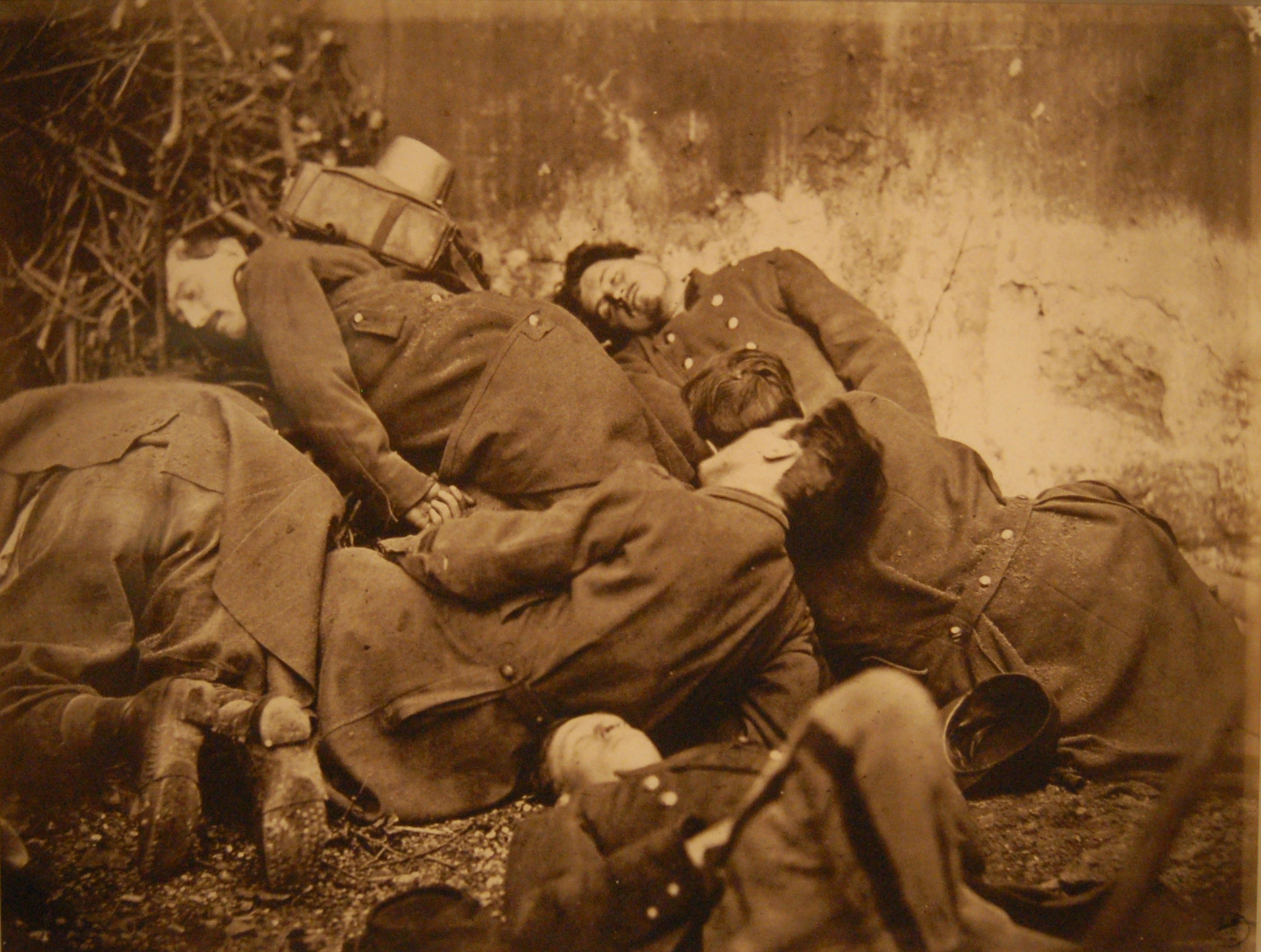
Казненные коммунары из числа национальных гвардейцев.

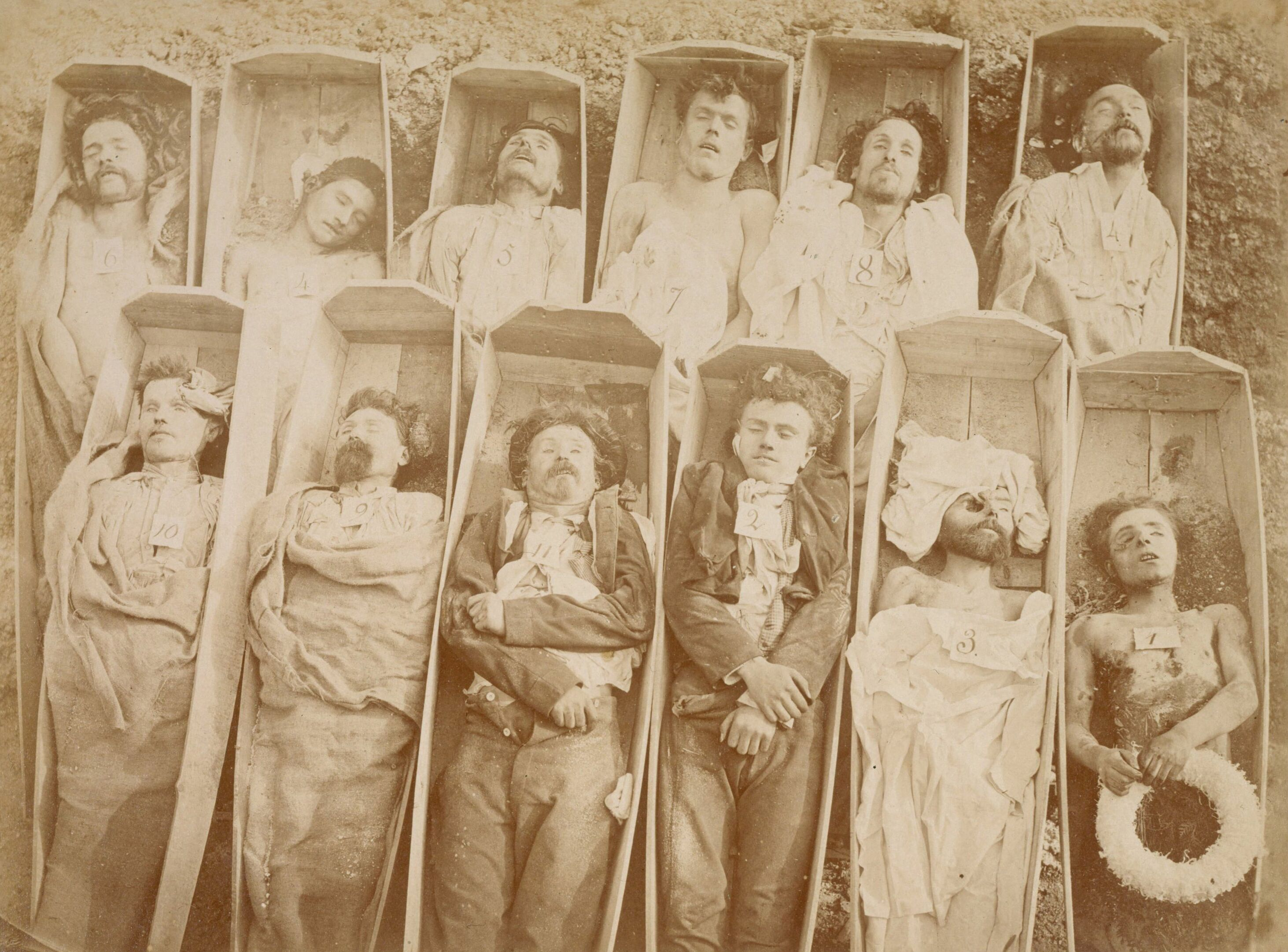
Коммунары, казненные в 1871 году.

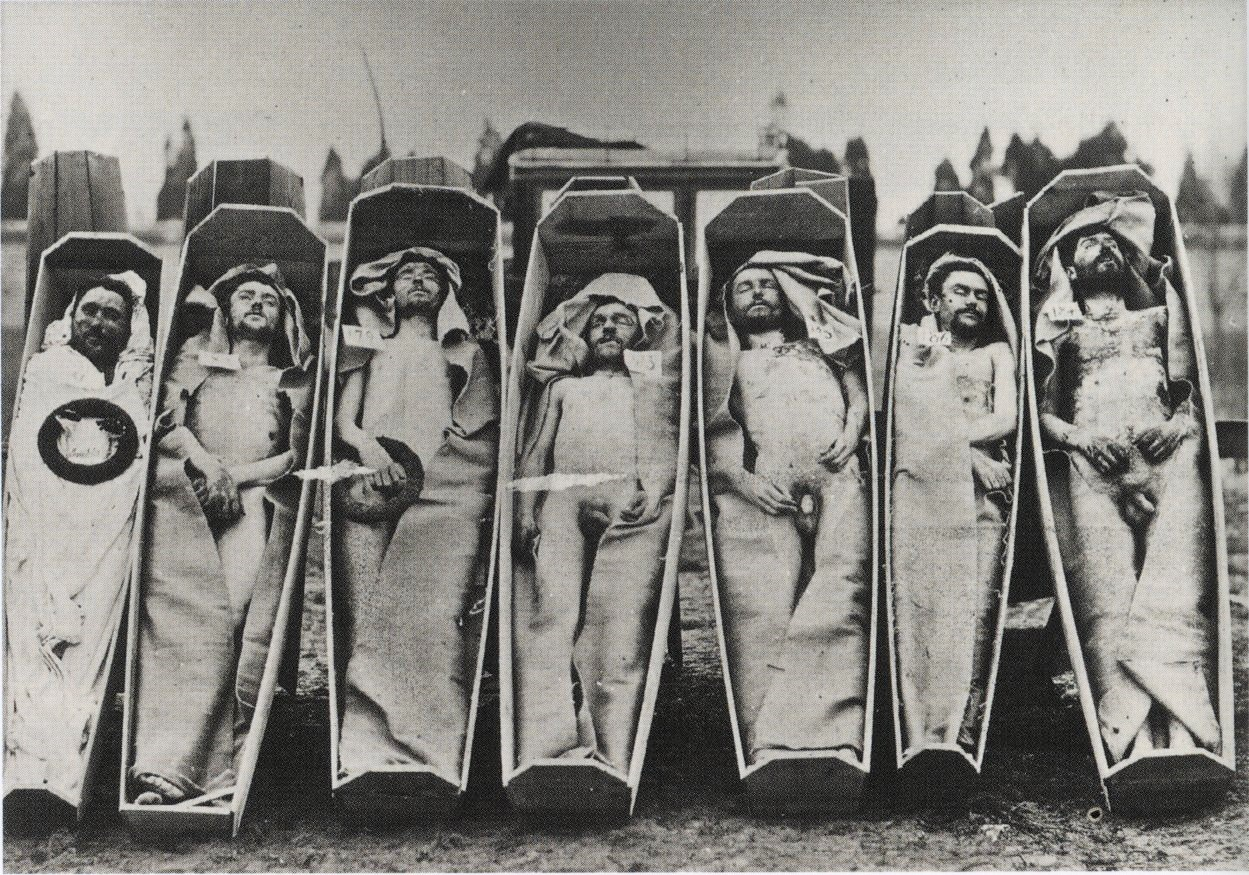
Трупы парижских коммунаров.

Коммунары (фр. communards) — члены и сторонники недолго просуществовавшей Парижской коммуны 1871 года, революционного правительства Парижа, образованного после поражения Франции во Франко-прусской войне.
После подавления Коммуны французской армией в мае 1871 года 43 000 коммунаров были взяты в плен, а 6500—7500 бежали за границу. Число солдат-коммунаров, убитых в бою или казненных впоследствии в течение майской кровавой недели, долгое время было предметом споров — французский журналист-республиканец Проспер-Оливье Лиссагаре назвал цифру в 20 000 человек, но оценки более поздних историков дают вероятное число от 10 000 до 15 000 человек. 7500 коммунаров были заключены в тюрьму или депортированы, выйдя на свободу только после всеобщей амнистии в 1880-х годах.
По мнению Карла Маркса, являлась первым в истории примером диктатуры пролетариата. Стала важным символом левой, в первую очередь, коммунистической пропаганды во Франции и других странах, а также государственной пропаганды в СССР и других социалистических странах.

## Движение коммунаров
Движение коммунаров зародилось в результате восстания парижан 18 марта 1871 года. Коммунары хотели федералистской, демократической и социальной республики с абсолютной автономией коммун, а также отделения церкви от государства. Значительная часть коммунаров была связана социализмом (историческими тенденциями того времени), анархизмом или другими движениями, претендующими на самоуправление. Большинство из них являлись мелкими торговцами, рабочими, служащими или людьми свободных профессий, Так, среди коммунаров были учёные (Флуранс), инженеры (Бесли), журналисты (Клеман, Пен, Делеклюз), офицеры (Россель, Брюнель), фотограф (Ледруа), художники (Курбе), актёры (Нерсант), учителя (Мишель, Урбен) и представители других профессией. Объединяло их в первую очередь республиканские взгляды и неприятие капитуляции Франции в войне против Пруссии.
В Париже насчитывалось около 200 000 коммунаров, из них 30 000 активных. Однако, если движение коммунаров широко распространилось в Париже, то в остальной части Франции его поддержка была невысока. Даже в крупных городах, таких как Марсель, Лион, Сент-Этьен, Тулуза, Нарбон, движение вскоре выдохлось и было подавлено. А пропаганда Адольфа Тьера усилило неприятие движения в стране, особенно в деревне.

## Франко-прусская война и Парижская коммуна
18 сентября 1870 года пруссаки осадили Париж, причинив огромные страдания парижанам. Первые признаки проблем с продовольствием в городе появились уже 10 октября, а к середине зимы запасы продовольствия и топлива почти иссякли. Парижане срубили все деревья в парках для отопления. На улицах города нельзя было встретить ни одной собаки или кошки: всех их уже съели горожане. Единственная пара слонов в городском зоопарке также была употреблена в пищу. В январе 1871 года пруссаки подвергли Париж бомбардировкам, в результате которых около 400 человек погибли или были ранены. Растущее недовольство привело к росту числа и активности радикальных и социалистических политических клубов и газет. Пока Париж был в осаде, социалистические группы дважды пытались свергнуть временное правительство, вынужденное перебраться в Версаль.
В январе 1871 года министр-президент Пруссии Отто фон Бисмарк и французский министр иностранных дел Жюль Фавр решили, что Франция проведет национальные выборы. Голосование 8 февраля принесло победу монархистам, легитимистам и орлеанистам, которые выступали за мир с Пруссией. Главой исполнительной власти новой республики был избран консервативный республиканец Адольф Тьер, который был лоялен свергнутой Второй империи. При его поддержке национальное собрание приняло меры (требование уплаты по векселям, требование уплаты квартирных денег, закон о назначении городских мэров правительством и так далее), которые вызвали ещё большее недовольство среди парижан. Непосредственным поводом к восстанию 18 марта 1871 года стала попытка правительства выполнить условие перемирия с пруссаками о разоружении, для чего требовалось забрать пушки Национальной гвардии, которые собраны были на высотах Монмартра. Парижские национальные гвардейцы не позволили сделать этого. Так началось восстание. К концу дня восставшие солдаты Национальной гвардии контролировали город. Они провозгласили новое правительство, названное Парижской коммуной, которое просуществовало с 18 марта по 28 мая 1871 года.
Были проведены выборы 90 членов Генерального совета Парижской коммуны, в которых приняли участие 290 000 избирателей из 485 000 зарегистрированных. Совет уже вскоре стал де-факто автономным контрправительством, в котором десять комиссий заменяли министерства. В нём доминировали крайне левые, представленные несколько группами: якобинцы-централисты, марксисты-интернационалисты, независимые, бланкисты и анархисты. Помимо них в совет были избраны 23 умеренных, которые вскоре ушли в отставку.
Тьер отказался вести переговоры с коммунарами, несмотря на их попытки сделать это. Коммуна ответила строительством баррикад на улицах Парижа. 21 мая войская верные версальскому правительству вошли в Париж, положив начало семидневному уличному сражению, вошедшему в историю как Майская кровавая неделя. 28 мая город был взят и Коммуна пала. По разным данным в ходе взятия Парижа погибло в боях или были растреляны от 6 до 30 тысяч коммунаров, около 43,5 тысяч человек были оказались в тюрьме, на каторге или в ссылке. Среди заключенных были и дети: всего был арестован 651 ребёнок в возрасте от 7 до 16 лет, четверть из которых были моложе 15 лет. 80 предстали перед военным судом, 56 были приговорены к заключению в исправительном учреждении до достижения 21 года, 5 — к тюремному заключению, а один — к депортации в Новую Каледонию.
Несмотря на провал, Парижская коммуна стала призывом к сплочению рабочего класса; позже некоторые францзуские политики с гордостью хвастались своим участием в Коммуне.

## Депортация
После падения Парижской коммуны правительство провело расследование причин восстания. Расследование пришло к выводу, что главной причиной восстания было отсутствие веры в Бога, и что эту проблему необходимо было немедленно исправить. Было решено, что восставшим необходимо моральное возрождение, и ключевой частью этого должна была стать депортация 4500 коммунаров на Новую Каледонию, полагая что знакомство с порядком природы вернёт ссыльных на сторону «добра». Правительство также надеялось, что коммунары цивилизуют коренной народ острова — канаков.
Новая Каледония стала французской колонией в 1853 году, но всего десять лет спустя на острове проживало всего 350 европейских колонистов. После 1863 года Новая Каледония стала основным пунктом назначения заключённых, депортированных из Франции после того, как Французская Гвиана была признана слишком нездоровой для людей европейского происхождения. После этого европейское население острова стало расти быстрее, при этом большую часть прибывающих жителей составили заключённые из Франции. В самый напряжённый период депортации на острове проживало около 50 000 человек. В их число входили 30 000 канаков, 2 750 гражданских колонистов, 3 030 военнослужащих, 4 000 депортированных (политических преступников, включая коммунаров), 6 000 транспортируемых (уголовно осуждённых по общему праву) и 1 280 уголовных преступников, отбывших наказание, но всё ещё проживавших на острове. На острове было четыре основных пенитенциарных учреждения, одно из которых, остров Пен (1870—1880), предназначалось исключительно для депортированных коммунаров.

## Приговоры
Депортированным выносились три приговора: простая депортация, депортация в укреплённое место и депортация с принудительными работами. Приговор в виде простой депортации был вынесен примерно двум третям коммунаров. Эти люди согласно закону от 23 марта 1872 года были отправлены жить в небольшие деревни на острове Пен, а за недостатком места — на остров Маре. Приговорённые к депортации в укреплённое место были отправлены на полуостров Дюкос близ города Нумеа. Около 300 коммунаров были приговорены к депортации с принудительными работами; это были люди, осуждённые за такие преступления, как поджог, в дополнение к их политическим преступлениям. Их отправили к уголовным преступникам на главный остров («Гранд-Тер»). Некоторые приговоры заключённым были изменены местными тюремными администраторами, а некоторые были изменены французским правительством после прошений о снисхождении.
Некоторые из коммунаров покинули Францию, чтобы не «служить, даже номинально, правительству Версаля» как Симон Метрон, другие, чтобы избежать расследований (Робер Каз) или политических преследований. Примерно по 1500 эмигрировали в Бельгию и Великобританию, 800, включая Гюстава Курбе и Эжена Прото, перебрались в Швейцарию, также изгнанники уезжали в Испанию и Соединённые Штаты.

## Жизнь в Новой Каледонии
Для ссыльных коммунаров власти сделали некоторые послабления, освободив их от обязательных работ, но если они сами хотели работать, то администрация обязаны было найти для них какие-нибудь занятия. С этой целью им выделяли земельные участки, поощряли заниматься сельских трудом и так далее. Ситуация усугублялась тем, что власти не выдавало достаточно еды, одежды или жилья всем депортированным. Некоторым было предоставлено жильё, в то время как другим приходилось самим его строить. Строительные инструменты можно было купить у администрации. Охота для получения пищи стала частью повседневной жизни. Некоторые даже обменивали свою одежду на еду у канаков. В то же время ссыльные коммунары на острове Пен и полуострове Дюкос имели свободу передвижения, что позволяло им жить там, где они хотели, ловить рыбу в своё удовольствие. Они жили в простых деревянных хижинах, которые образовывали небольшие общины, которые должны были быть самоуправляемыми.
Приговорённые к принудительным работам часто подвергались издевательствам со стороны тюремщиков. С ними плохо обращались во время заключения, в качестве обычных наказаний за мелкие проступки применялись порка и тиски.
Национальная ассамблея приняла закон, который давал женам и детям депортированных свободу отправляться в Новую Каледонию. Он также дал жёнам гораздо больше прав на собственность, чем они имели во Франции, дав им половину прав собственности по сравнению с любым грантом, предоставленным их мужьям. Благодаря этому законодательству к 1877 году воссоединились 174 семьи, насчитывавшие 601 человека.
Депортированные в Новой Каледонии встречались с «кабилами Тихого океана», алжирцами и тунисцами, которые были депортированы после восстаний в Оресе, Тунисе и других.

## Побег
Относительно «спокойный» период депортации закончился, когда шесть депортированных успешно сбежали с полуострова Дюкос в 1874 году. Главным организатором побега выступил Франсуа Журд, который живя в портовом городе Нумеа наладил связи с капитаном судна Джоном Лоу, заплатив ему за участие. Беглецы, среди которых были сам Журд, Анри Рошфор, Паскаль Груссе, Оливье Пэн, Ахилл Бальер и Бастьен Грандхиль, под покровом темноты сели на лодку и, добравшись до судна Лоу, спрятались в трюме, не выходя из него пока не покинули гавань. Лоу высадил беглецов в Сиднее (Австралия), где собралась толпа, чтобы увидеть их. Сообщения об побеге и строгих условиях, в которых жили ссыльные, были напечатаны в газетах Австралии, Соединённых Штатах и Европы. В то время как беглецы пытались предать гласности бедственное положение тех, кто всё ещё оставался на острове, депортированным, которые остались, пришлось иметь дело с последствиями побега. Новые правила запрещали заключённым приближаться к морю без разрешения, вводили ежедневные переклички и запрещали им заходить в леса, даже для сбора дров.

## Отношения с канаками

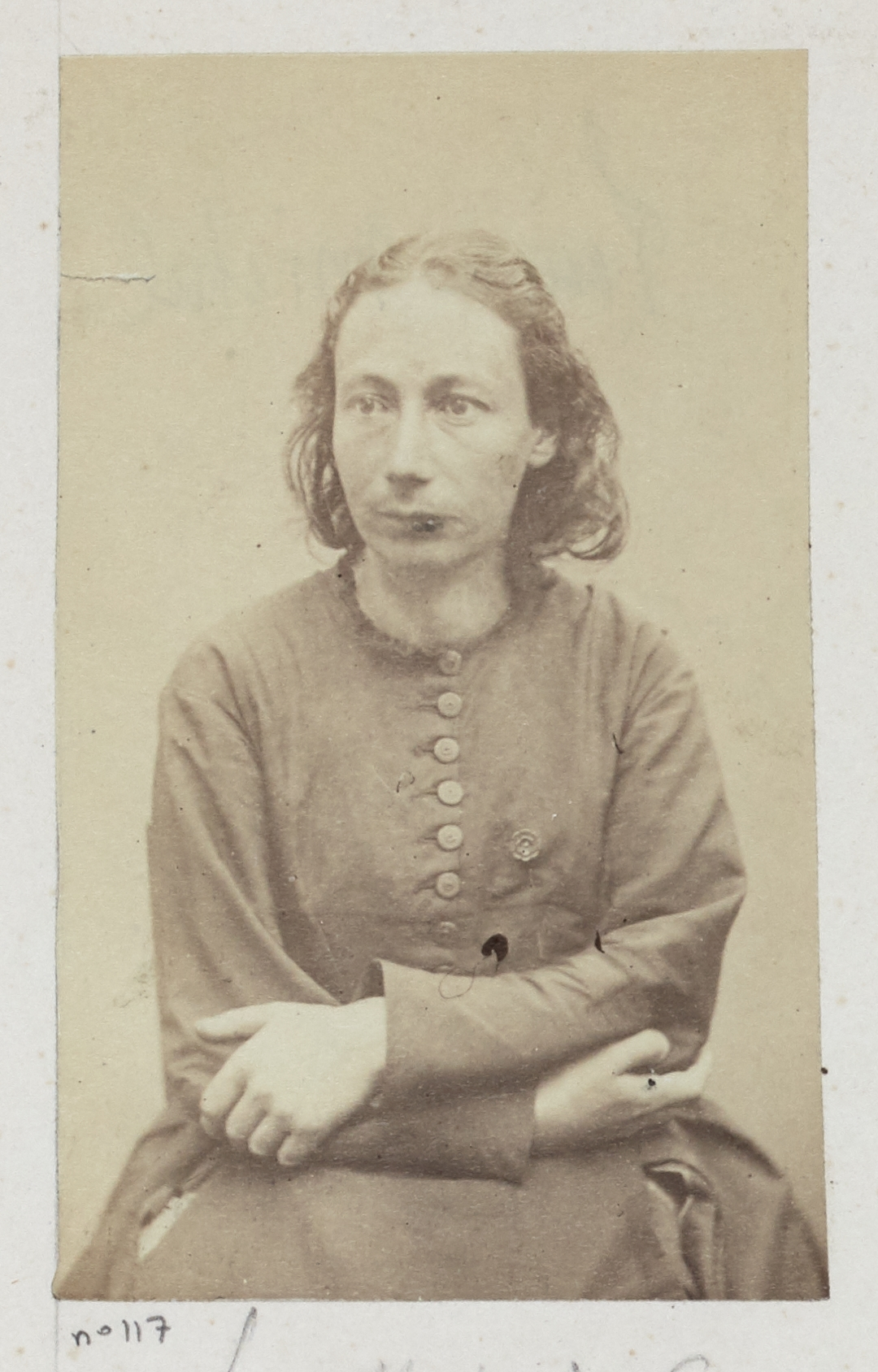
Луиза Мишель.

Существуют чётко задокументированные примеры дружбы между коммунарами и канаками. Ашиль Бальер и его друзья навещали канаков в их домах, делили с ними трапезу и играли с их детьми. В первые несколько лет депортации было по крайней мере два брака между канаками и коммунарами. Однако разделение групп, навязанное после побегов 1874 года, помешало формированию таких отношений. В 1878 году во время восьмимесячного восстания канаков, недовольный штрафной колонизацией, коммунары продемонстрировали солидарность с их усилиями в местной прессе. Однако эта солидарность продлилась недолго, поскольку вскоре возобладали убеждения в расовых различиях.
Анархистка Луиза Мишель искала у канакской молодёжи руководства и вдохновения и сама оказала им моральную поддержку, когда они присоединились к восстанию канаков 1878 года. Она руководила школой для канаков и поощряла местный театр ставить канакскую драму. Она ожидала, что достижения канаков будут соответствовать достижениям французов, хотя и писала о них в весьма патерналистских терминах, что было обычным для того времени.

## Амнистия
Борьба за амнистию для коммунаров началась почти сразу после подавления Парижской Коммуны. Уже в 1871 году Анри Бриссон предложил законопроект об амнистии, который подписали 47 депутатов. Леон Гамбетта написал свой проект, предусматривавший возможность амнистии за преступления коммунаров, совершённые в течение года. В 1872 году оба законопроекта были отклонены, но уже в 1873 году была предпринята новая попытка, также отклонённая в 1874 году.
Постепенно в самой Франции отношение к коммунарам менялось в благоприятную для них сторону. Большой вклад в это внёс Анри Рошфор, который после своего побега из Новой Каледонии прочитал в Соединённых Штатах серию лекций, опубликованных в New York Herald Tribune. В них он резко критиковал французское правительство за то, что оно лишало своих граждан свободы и за условия содержания ссыльных.
В 1876 году монархисты проиграли выборы в Национальное собрание Третьей Республики, большинство в котором получила республиканская коалиция. С момента своего избрания в Палату депутатов в 1876 году Жорж Клемансо боролся за амнистию коммунаров, борьбу, которую в то же время вёл в Сенате Виктор Гюго. Речь от Клемансо 16 мая 1876 года привлекла внимание, но предложение о всеобщей амнистии, выдвинутое им, а также Франсуа-Венсаном Распаем и Эдуаром Локруа, в конечном итоге было отклонено республиканским большинством, которое, за спиной Жюля Мелина и Леона Гамбетты, поддержало частичную амнистию.
К лету 1878 года проблема амнистии коммунаров стала для Франции важным политическим вопросом. В январе 1879 года премьер-министр Дюфор, умеренный республиканец, пытаясь остановить кампанию за амнистию коммунаров, объявил о массовом помиловании, которое снимало обвинения с коммунаров. Однако это стало проблемой для людей, которые на никогда не были осуждены, а только обвинялись. 16 января правительство опубликовало список депортированных, которые были помилованы. Этим людям разрешили вернуться во Францию. Однако более тысячи коммунаров не были включены в этот список. Мужчины, осуждённые за преступления, не связанные с политикой, или чьи политические взгляды считались слишком опасными, были оставлены в ссылке. После объявления о помиловании многие во Франции ожидали полной амнистии. Пытаясь повлиять на правительство, эти люди разослали петиции по всем парижским кварталам.
Клемансо выступил против правительства Ваддингтона, которое хотело исключить из закона об амнистии людей, «отмеченных зверством своего преступления» или «объявивших себя врагами общества». Клемансо и его союзников полагали, что только полная амнистия может обеспечить окончательное умиротворение и укрепление республиканского режима, но их проект в очередной раз был отвергнут. Признание Палатой избания Огюста Бланки недействительными по причине неправомочности позволило Клемансо возобновить борьбу за амнистию, особенно с учётом развития политической ситуации после отставки президента маршала Мак-Магона, известного своими монархическики взглядами. Новым президентом стал убеждённый республиканец Жюль Греви. В это же время республиканцы получают большинство в Сенат.
Законопроект, призывающий к полной амнистии, был внесён в Палату депутатов Луи Бланом и в Сенат Виктором Гюго. Законопроект, который в конечном итоге был принят, гарантировал полные гражданские права тем, кто не был осуждён за преступления, выходящие за рамки политических, и официально прекратил судебное преследование коммунаров в военных судах. В июле 1880 года парламент наконец проголосовал за полную амнистию. Окончательно всеобщая амнистия была утверждена парламентом 11 июля 1880 года, за несколько дней до празднования национального праздника — Дня взятия Бастилии.
Таким образом, фактически были приняты два закона об амнистии. Первый был обнародован 3 марта 1879 года и касался только людей, уже помилованных или получивших президентское помилование в течение трёх месяцев. Как вспоминает историк Стефан Гакон: «Поэтому они изобрели „амнистию-помилование“, новую правовую категорию в демократическом обществе, которое по традиции сделало амнистию парламентской прерогативой. Парламентарии наносят себе увечья, передавая окончательное решение в руки членов исполнительной власти. Этот закон исключает из-под амнистии несколько тысяч человек, всё ещё находящихся в изгнании или депортации». 11 июля 1880 года был принят второй закон, который по словам Гакона «также не является всеобщей амнистией, знаком, если таковой нужен, того, что вопрос остаётся чувствительным и что Нам приходится идти на юридические ухищрения, чтобы сделать снисходительность — реальность. Закон предусматривает лишь амнистию, помилование и очень короткий срок для вступления указа в силу. Правительство готовилось к такому повороту событий, список помилованных был готов, указы были опубликованы ещё до обнародования закона. Но о всеобщей амнистии тогдашнее представительство ещё не желало слышать. Таким образом, закон представляет собой лишь расширение предыдущего закона, по-прежнему отказывающего в амнистии лицам, «осуждённым противоречивым приговором к смертной казни и принудительным работам за преступления, связанные с поджогом или убийством». На практике эти ограничения не имели никакого эффекта, поскольку никто больше не затрагивается налагаемыми им ограничениями, так как правительство сначала поработало над выполнением последнего из условий, установленных законом: «Однако это исключение не будет распространяться на каторжники […], которым до 9 июля 1880 года было заменено наказание приговором к ссылке, задержанию или ссылке».
Девять кораблей доставили депортированных обратно во Францию. Первый прибыл в августе 1879 года, а последний — в июле 1880 года. Большие толпы радостно встречали вернувшихся из ссылки. Для коммунаров собирались пожертвования, были проведены фестивали для сбора средств. Комитет помощи во главе с Луи Бланом и Виктором Гюго запланировал ужин, на котором всем присутствующим выдали небольшую сумму денег. Были сделаны предложения о трудоустройстве, выданы пальто и предоставлено временное жилье.

## Жизнь после амнистии
После амнистии некоторые коммунары решили не возвращаться во Францию, успев за эти годы обустроиться в Новой Каледонии или в других странах, таких как Австралия. Например,  политический карикатурист Жорж Пилотель (1845—1918), которой во время Коммуны назначил себя «директором изящных искусств», а позже был назначен «специальным комиссаром», в 1874 году избежал смертного приговора, сбежав в Лондон. Хотя во Франции Пилотель был известен своими карикатурами, в Англии он приобрёл репутацию модельера, художника-портретиста и театрального художника по костюмам. Его работы находятся в Национальной портретной галерее, Британском музее и Музее Виктории и Альберта. Военный Жюль Бержере, приговорённый к смертной казни, уехал в Лондон и умер в Нью-Йорке в 1905 году.
Многие коммунары после амнистии вернулись к общественной жизни, как, например, Луиза Мишель, писатели Жюль Валлес и Бенуа Малон, журналист Камиль Баррер, ставший впоследствии дипломатом. Коммунары Жюль Валлес и Пьер Дени, с февраля по май 1871 года издававшие ежедневную газету Le Cri du peuple (в переводе с фр. — «Крик народа»), после амнистии возобновили издание газеты. Она выходила в период между 1883 и 1889 годами.
Однако многим было трудно приспособиться к свободе. Встречи между коммунарами и их бывшими тюремщиками происходили на улицах, порой приводя к небольшим стычкам. В декабре 1879 года был сформирован следственный комитет для расследования обвинений в применении пыток в Новой Каледонии. Расследование длилось два года, в ходе которого были собраны результаты предыдущих правительственных исследований, более сорока показаний коммунаров парламенту. Воспоминания коммунаров о жестоком обращении затем стали публичными документами, что помогло улучшить отношения между бывшими заключёнными и государством. Анри Рошфор в своём романе 1884 года L’Évadé: roman canaque Рошфор изобразил депортации и политику правительства в Новой Каледонии совершенно отличной от того видения, которое продвигала правительственная пропаганда, и тем самым помог сформировать в обществе мнение о депортированных в пользу коммунаров.
Последним из коммунаров умер Адриен Лежен. Он скончался в 1942 году в возрасте 94 лет в Советском Союзе.